# Kärrtorpsparken

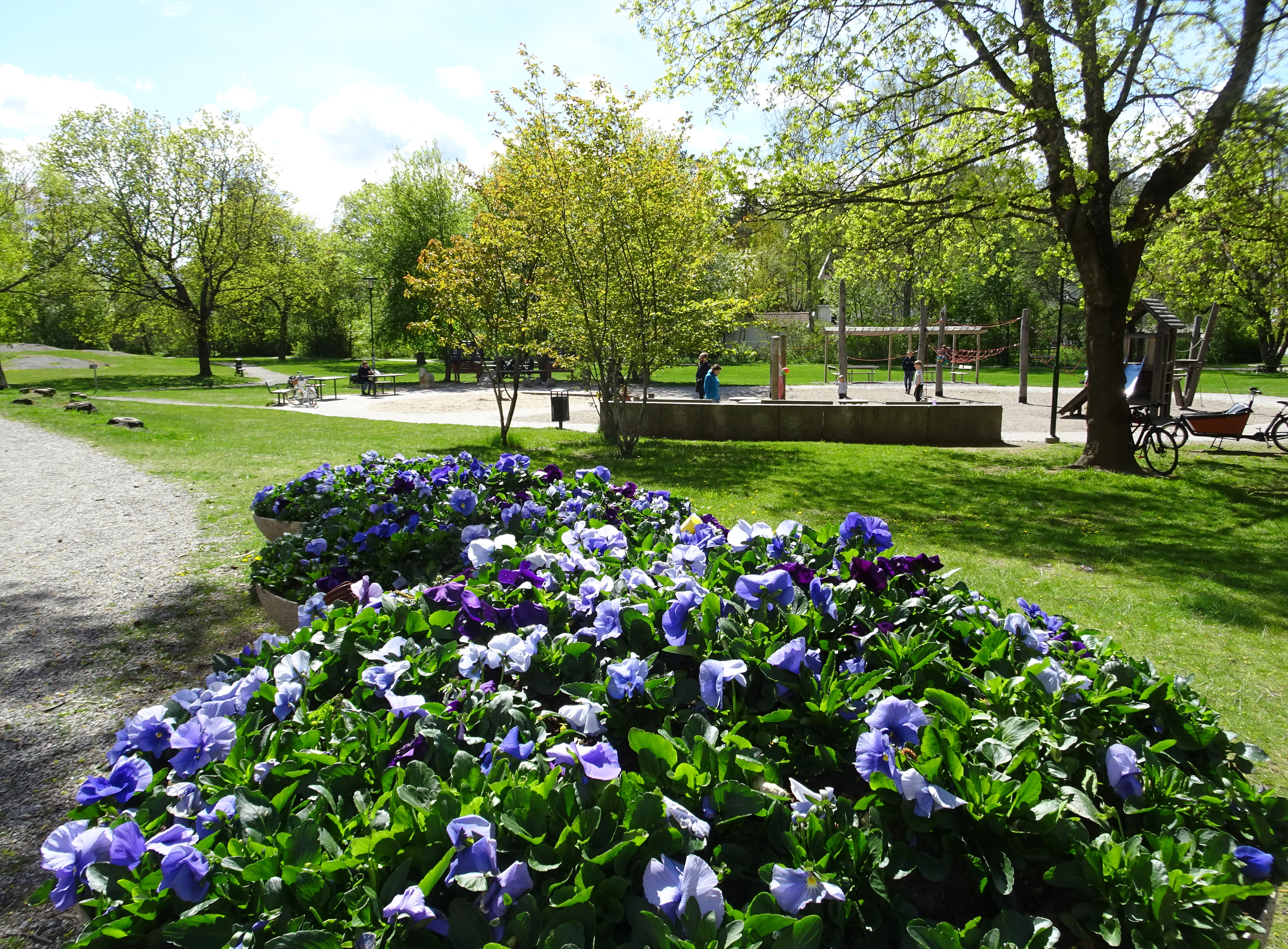
Kärrtorpsparken, norra delen, maj 2020.

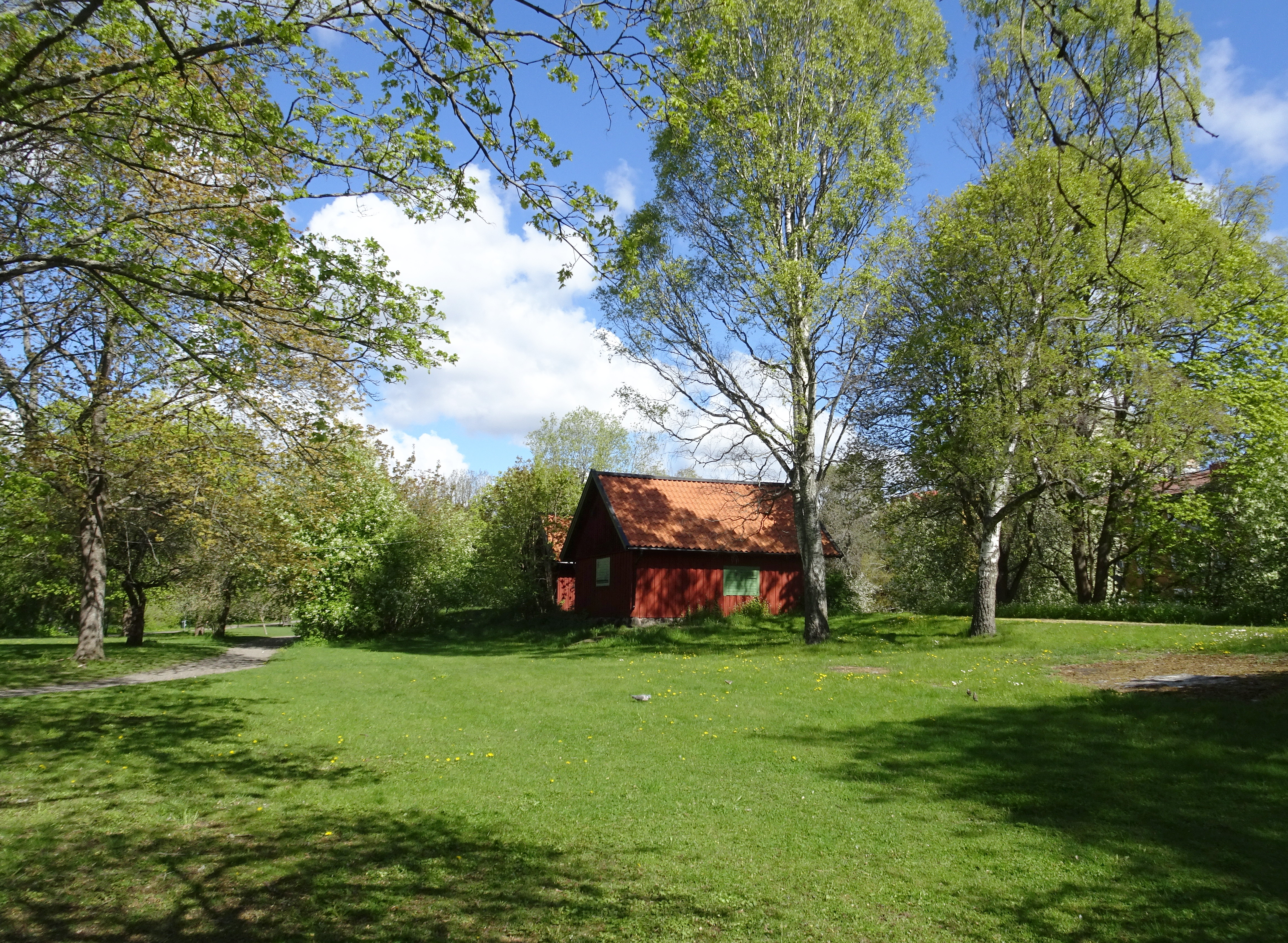
Kärrtorpsparken, södra delen med torpet Kärrtorps historiska bebyggelse.

Kärrtorpsparken är en park i stadsdelen Kärrtorp i södra Stockholm. Parken fick sitt nuvarande namn år 2009.

## Beskrivning
Kärrtorpsparken är en del av Gränsberget, som utgjorde den gamla gränsen mellan Botkyrka socken och Nacka socken. Området utlades som parkmark i stadsplanen från 1948 och skulle bilda en grön ”buffert” mellan Enskededalens äldre stugbebyggelse i väster och den planerade stadsdelen Kärrtorp i öster. I området sparades även torpet Kärrtorp som kom att ge stadsdelen Kärrtorp sitt namn.
År 2009 beslöt Stockholms kommunfullmäktige att namnändra Gränsbergets mellersta del till Kärrtorpsparken. Den norra delen fick samtidigt namnet Fäholmaskogen. Fäholma var förr namn på ett kärr- och skogsområde. Gränsbergets södra del fick behålla sitt tidigare namn.
Kärrtorpsparken sträcker sig cirka 160 meter norrut från Kärrtorpsvägen. I södra delen finns delar av Kärrtorpets historiska bebyggelse bevarad. I norr delen ligger en lekplats med bland annat klätternät, balanslek, rutschkana, boulebana, pergola och sittplatser. Fria gräsytor finns intill för picknick och bollspel.